# Tjederiraphidia santuzza
Tjederiraphidia santuzza là một loài côn trùng trong họ Raphidiidae thuộc bộ Raphidioptera. Loài này được H. Aspöck và đồng sự miêu tả năm 1980.